# Ludvig den stammande

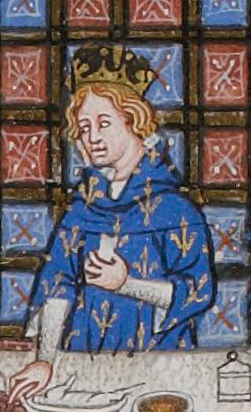
Ludvig den stammande

Ludvig den stammande, Ludvig II av Frankrike, franska: Louis le Begue (född: 1 november 846, död: 10 april 879) frankisk karolingisk kung av Akvitanien 867 och kung av Västfrankiska riket 877-879 (genom att avträda Provence till Boso). Son till Karl den skallige och Ermentrude av Orléans. 
Ludvig var gift två gånger och fick fyra barn. Med sina första hustru Ansgard av Burgund fick han sönerna Ludvig III och Karloman II, som båda blev frankiska kungar. Med sin andra hustru Adelaide av Paris fick han prinsessan Ermentrude och Karl III, som även han blev kung.
Ludvig sades ha varit fysiskt bräcklig och överlevde bara sin far med två år. Hans politiska fotavtryck var mycket ringa. Vid hans död delades hans rike mellan Karloman och Ludvig III.